# More Hot Rocks (Big Hits & Fazed Cookies)
More Hot Rocks (Big Hits & Fazed Cookies) es el noveno álbum compilatorio de la banda británica The Rolling Stones, el segundo lanzado por el exmánager Allen Klein de ABKCO Records (quien usurpo el material que la banda había registrado para Decca/London en 1970) luego de que la banda rompiera con Decca y Klein. Fue editado a finales de 1972 como la continuación del gran éxito Hot Rocks 1964-1971. More Hot Rocks también se convirtió en un éxito de Klein y ABKCO.

## Grabación y lanzamiento
Cuando Hot Rocks 1964-1971 resultó ser un éxito en ventas, nunca hubo dudas de que un sucesor lo seguiría. Sin embargo, en un principio el productor Andrew Loog Oldham pensaba en ofrecer material inédito dentro del proyecto (o más exactamente, descartado) en un principio iba a ser titulado Necrophilia. El arte fue preparado y el álbum llegó a ser masterizado, pero finalmente se optó por hacer algo más práctico y compilado (ABKO plasmaría este concepto con Metamorphosis de 1975). El resultado fue More Hot Rocks (Big Hits & Fazed Cookies). El álbum incluía éxitos que no habían sido lanzados en su predecesor y por primera vez aparecían muchas canciones que solo habían sido publicadas exclusivamente para el Reino Unido. El álbum doble se lanzó rápidamente a las tiendas estadounidenses en diciembre de 1972, alcanzando el puesto n.º 9 en los Estados Unidos, y alcanzando el disco de oro. Al igual que Hot Rocks 1964-1971, este compilado no sería reeditado en el Reino Unido hasta el 21 de mayo de 1990.
En agosto de 2002, More Hot Rocks (Big Hits & Fazed Cookies) fue reeditado en CD, remasterizado y con SACD digipak por ABKCO Records, con la adición de tres bonus tracks: "Poison Ivy" (versión 2), de The Rolling Stones; "Everybody Needs Somebody to Love", de The Rolling Stones No.2 (Una versión diferente a la que aparece en The Rolling Stones, Now!); y "I've Been Loving You Too Long", grabada en 1965 luego sería interpretada con gritos ensordecedores para el álbum en directo de 1966 Got Live If You Want It! que solo fue lanzado en Estados Unidos. Los dos últimos fueron producidos por Andrew Loog Oldham y el primero por Eric Easton.

## Lista de canciones
Todas las canciones de Mick Jagger y Keith Richards, excepto donde lo indica
Disco uno
1. "Tell Me" – 3:48
2. "Not Fade Away" (Charles Hardin/Norman Petty) – 1:48
3. "The Last Time" – 3:41
4. "It's All Over Now" (Bobby Womack/Shirley Jean Womack) – 3:27
5. "Good Times, Bad Times" – 2:30
  - Lado B de "It's All Over Now"
6. "I'm Free" – 2:24
7. "Out of Time" – 3:42
  - Versión editada de Flowers
8. "Lady Jane" – 3:08
9. "Sittin' On a Fence" – 3:03
10. "Have You Seen Your Mother, Baby, Standing in the Shadow?" – 2:35
11. "Dandelion" – 3:32
12. "We Love You"  – 4:22

Disco 2
1. "She's a Rainbow" – 4:12
  - Versión editada, sin la introducción del locutor
2. "2000 Light Years from Home" – 4:45
3. "Child of the Moon" – 3:10
4. "No Expectations" – 3:56
5. "Let It Bleed" – 5:28
6. "What to Do" – 2:33
  - Primera aparición en 1966 en la edición británica de Aftermath
7. "Fortune Teller" (Naomi Neville) – 2:18
  - Grabada en 1963 y lanzada en el álbum compilado de varios artistas de Decca Records titulado Saturday Club
8. "Money" (Berry Gordy Jr./Janie Bradford) – 2:32
  - Primera aparición en 1964 en The Rolling Stones
9. "Come On" (Chuck Berry) – 1:48
  - Del sencillo debut en el Reino Unido titulado "The Rolling Stones" también fue el primer lanzamiento para los Estados Unidos.
10. "Poison Ivy" (versión 1) (Jerry Leiber/Mike Stoller) – 2:34
  - Grabada en 1963 y lanzada en el álbum compilado de varios artistas de Decca Records titulado Saturday Club
11. "Bye Bye Johnny" (Chuck Berry) – 2:10
  - Aparece por primera vez en "The Rolling Stones (EP)" de 1964 como "Bye Bye Johnny"
12. "I Can't Be Satisfied" (McKinley Morganfield) – 3:28
  - Originalmente lanzado en álbum británico The Rolling Stones No.2 de 1965
13. "Long, Long While" – 3:01
  - Originalmente lanzado como lado B del sencillo británico de "Paint It, Black" en 1966

Todas las canciones del disco fueron producidas por Andrew Loog Oldham. En el disco 2 las de canciones 6 a 13 fueron producidas por Andrew Loog Oldham a excepción de "Money" y "Bye, Bye Johnny" que fueron producidos por Eric Easton y de la 3 a 5 por Jimmy Miller, con excepción de "She's a Rainbow" y "2000 Light Years from Home", producido por The Rolling Stones.

## Listas de éxitos
| Año  | Chart                | Posición |
| ---- | -------------------- | -------- |
| 1973 | Billboard Pop Albums | 9        |

| País          | Certificación | Ventas  |
| United States | Gold          | 500,000 |